# Walter Schultheiss
Walter Schultheiss (né le 25 mai 1924) est un acteur, écrivain et peintre allemand.

## Biographie
Il a commencé sa carrière en 1947 sous le nom de Pedro del Vegas dans l'opérette Maske in Blau. Il est devenu célèbre en 1963 grâce à ses sketches de cantonnier à l'ancien Süddeutscher Rundfunk, dans lesquels lui et Werner Veidt divertissaient les auditeurs de la radio chaque samedi pendant 20 ans : en tant que duo de cantonniers Karle et Gottlob. Il a également été entendu et vu dans d'autres sketches et pièces radiophoniques avec Oscar Heiler, Oscar Müller, Willy Seiler, Georg Thomalla et Willy Reichert.
Schultheiss a participé à des téléfilms et séries familiales telles que Oh God, Herr Pfarrer, Der König von Bärenbach, en tant que pieux conseiller paroissial Karl Engstinger dans Pfarrerin Lenau et en tant que propriétaire de domaine viticole dans Der Eugen. Même à un âge avancé, Schultheiss se produisait encore régulièrement plusieurs semaines par an sur la scène du Comedy im Marquardt à Stuttgart. De 2000 à 2007, il a interprété un rôle secondaire, celui du propriétaire bourgeois Rominger, dans la série policière SWR Stuttgart (Ernst Bienzle). En 2009, il a participé à la mini-série souabe Laible und Frisch. En plus de sa carrière d'acteur, Schultheiss écrit des dialogues humoristiques, des poèmes et des épîtres,.

## Filmographie
- 1964–1966 : Schwäbische Geschichten
- 1975 : Des Christoffel von Grimmelshausen abenteuerlicher Simplizissimus
- 1977 : Tatort : Himmelblau mit Silberstreifen
- 1979 : Das tausendunderste Jahr
- 1981/82 : Augsburger Puppenkiste – Hippo und der Süßwasserkarl (voix de Hippo)
- 1983 : Köberle kommt
- 1983 : Tatort : Mord ist kein Geschäft
- 1984 : Augsburger Puppenkiste – Das Tanzbärenmärchen (voix de Atta Troll)
- 1985 : Die Schwarzwaldklinik – Die Wunderquelle
- 1986–1990 : Der Eugen
- 1988 : Oh Gott, Herr Pfarrer
- 1990 : Pfarrerin Lenau
- 1991 : Tassilo – Ein Fall für sich
- 1992 : Der König von Bärenbach
- 1994–1998 : Hallo, Onkel Doc !, épisodes 1–75 dans le rôle d'Albert Kampmann
- 1995 : Drei Tage im April
- 1995 : Tatort : Bienzle und der Mord im Park
- 1996 : Reise nach Weimar
- 2000–2007 : Tatort (série télévisée)
- 2006 : Ein Fall für B.A.R.Z. (saison 2, 13 épisodes)
- 2007 : Ein Fall für B.A.R.Z. (saison 3, 13 épisodes)
- 2008 : Der Heckenschütze
- 2008–2012 : Der Schwarzwaldhof (série de téléfilms)
- 2009/2010 : Laible und Frisch – Liebe, Brot & Machenschaften
- 2013 : Global Player – Wo wir sind isch vorne